# Lidi di Comacchio
I lidi di Comacchio, chiamati lungamente anche lidi Ferraresi, sono sette località balneari situate nel comune di Comacchio, in provincia di Ferrara. Si trovano sulla costa adriatica tra la provincia di Rovigo (Veneto) e la provincia di Ravenna.

## Geografia fisica

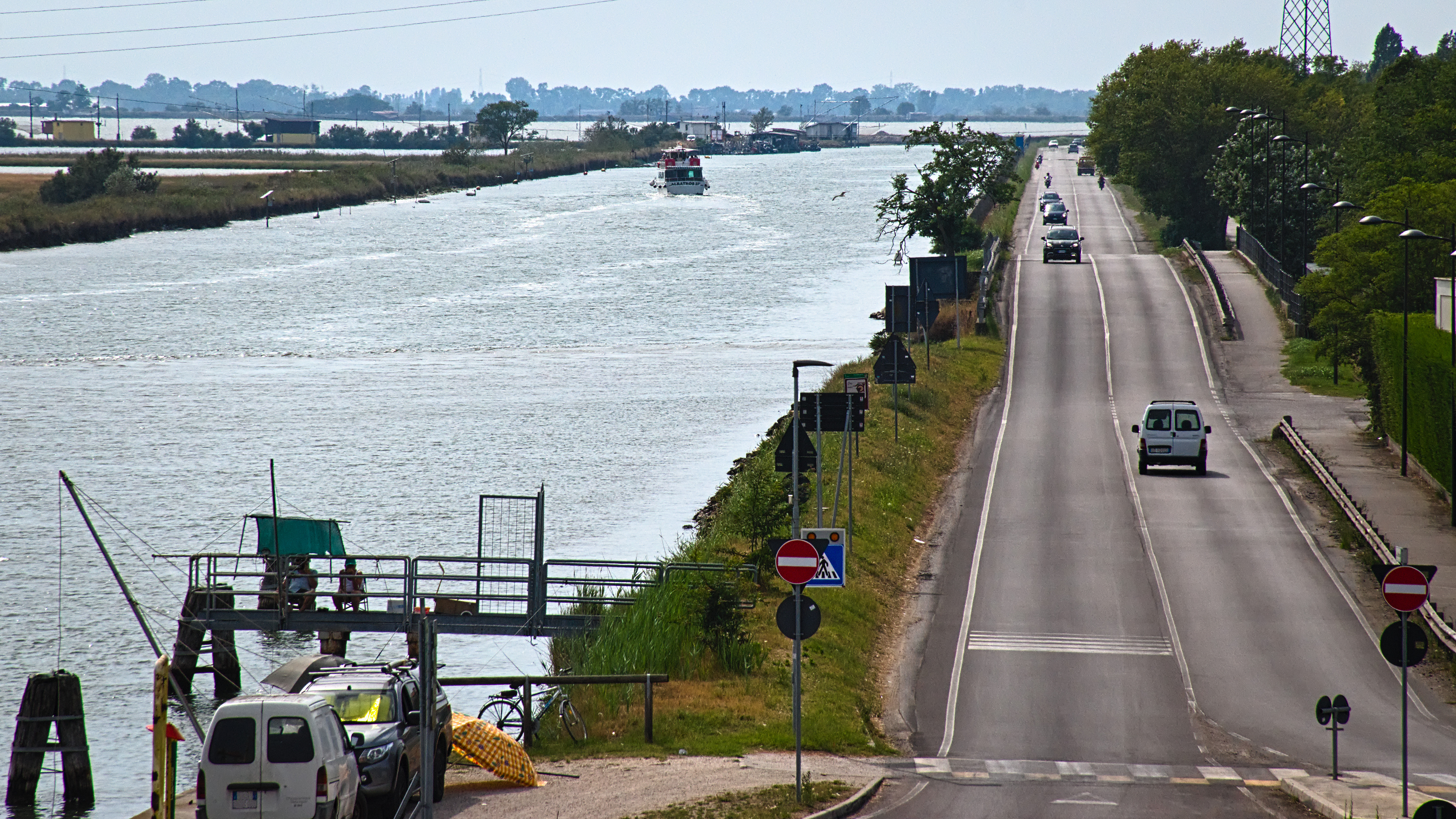
Canale e strada che collega Comacchio a Porto Garibaldi

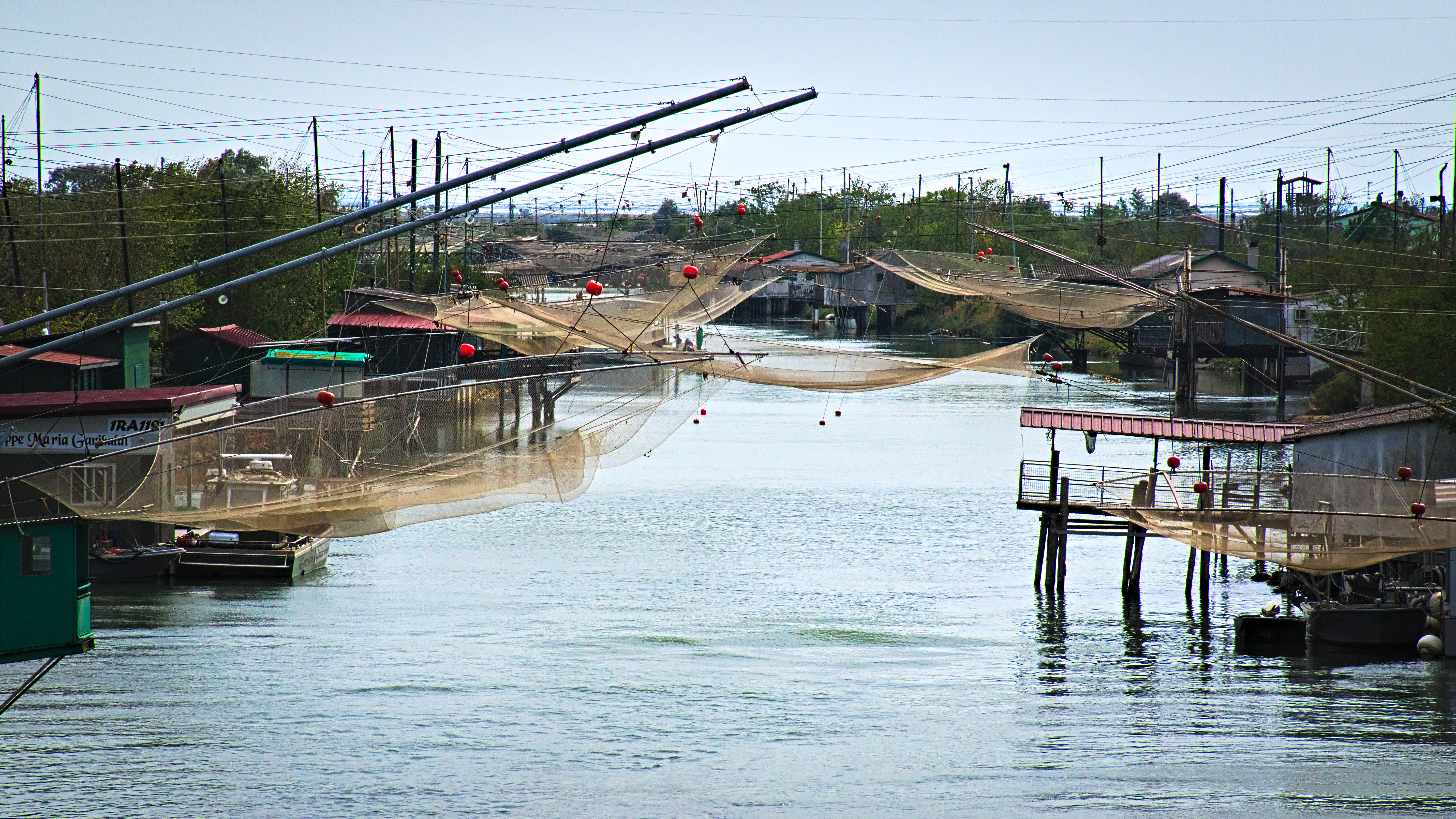
Tipiche reti per la pesca nelle valli e nei canali di Comacchio

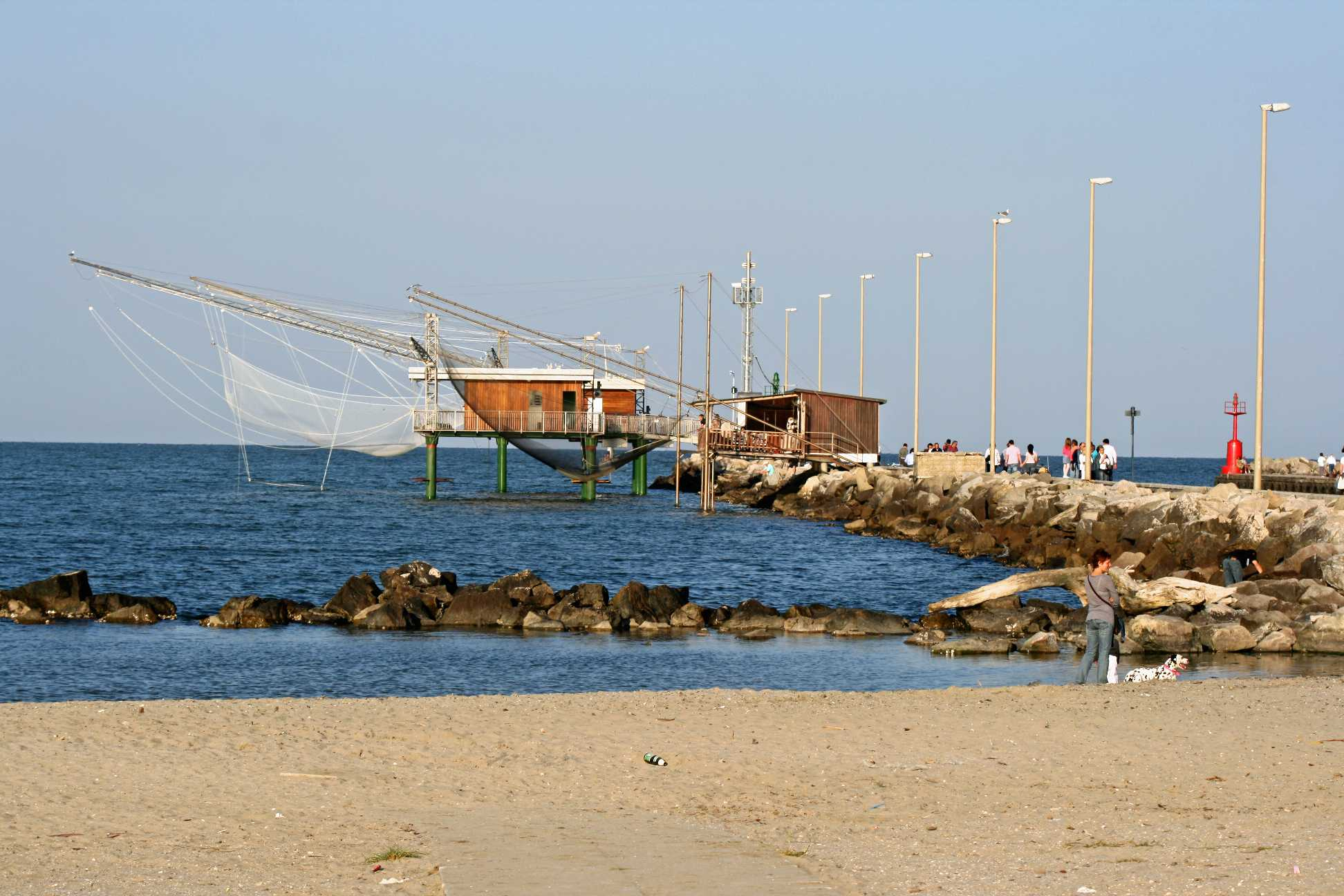
Strutture per la pesca coi padelloni, a Porto Garibaldi

Distano mediamente 55 chilometri da Ferrara e si sviluppano lungo un litorale di circa 25 chilometri compresi fra la provincia di Rovigo a nord e la provincia di Ravenna a sud, dove inizia la riviera romagnola.
I lidi sono totalmente inseriti all'interno del parco regionale del Delta del Po, dichiarato patrimonio dell'umanità dall'UNESCO, assieme alle Delizie estensi, nel 1999. All'interno del territorio sono presenti l'antica abbazia di Pomposa, le valli di Comacchio e la capanna che ospitò Giuseppe Garibaldi e la moglie Anita.
Per cinque anni consecutivi, dal 2012 al 2016, i Lidi di Comacchio hanno ricevuto il riconoscimento della Bandiera blu, conferito dalla Foundation for Environmental Education per la certificazione della qualità ambientale delle località rivierasche.
I sette lidi, da Nord a Sud, sono:
1. Lido di Volano, in posizione più appartata, è caratterizzato da un ambiente meno antropizzato.
2. Lido delle Nazioni, in cui strade e piazze hanno nomi di stati e continenti del mondo ed ha vocazione turistica legata prevalentemente alle attività sportive.
3. Lido di Pomposa, che è particolarmente apprezzato dalle famiglie grazie alle sue spiagge ben attrezzate e con diverse attività ricreative e sportive.
4. Lido degli Scacchi, che offre spiagge pulite e sicure. È noto per i suoi campeggi e villaggi turistici.
5. Porto Garibaldi, il più antico dei sette lidi, così chiamato dal 1919 in memoria dello sbarco di Giuseppe Garibaldi con la moglie Anita avvenuto nel 1849, è nato come porto. Svolge funzione di porto per pescherecci e natanti da diporto.
6. Lido degli Estensi, che possiede un centro con le maggiori attività commerciali dei sette lidi.
7. Lido di Spina, immerso nella natura con vaste pinete offre numerose strutture ricettive e di svago, tra cui una discoteca e le molte piste ciclabili.

## Economia
Turismo, pesca, agricoltura e commercio sono le più importanti attività economiche a livello territoriale.
Gli allevamenti di cozze e vongole lungo la costa sono numerosi e caratterizzano, con padelloni o bilancioni, il paesaggio. Tra i prodotti tipici l'anguilla pescata nelle Valli di Comacchio.

## Infrastrutture e trasporti
I lidi di Comacchio sono raggiungibili tramite il raccordo autostradale Ferrara-Porto Garibaldi provenendo dall'autostrada A13 e tramite la strada statale 309 Romea che unisce il litorale adriatico settentrionale da Venezia a Ravenna.